# علوي (كاشان)
علوي هي قرية في مقاطعة كاشان، إيران. يقدر عدد سكانها بـ 639 نسمة بحسب إحصاء 2016.